# Robert Evans (producteur)
Pour les articles homonymes, voir Robert Evans et Bob Evans.
Robert Evans (de son vrai nom Robert J. Shapera), né le 29 juin 1930 à New York (État de New York) et mort le 26 octobre 2019 à Beverly Hills (Los Angeles), est un producteur de cinéma américain.
Parmi les films qu’il produisit figurent certains des plus grands classiques du cinéma nord-américain comme Le Parrain ou Chinatown.

## Biographie
Robert Evans grandit dans une famille juive de l’Upper West Side de New York dans les années 1930. Son père était dentiste à Harlem et sa mère, femme au foyer, était issue d’une riche famille. Dans ses jeunes années, il était chargé de promouvoir la firme Evan-Picone, une société de prêt-à-porter fondée par son frère et avec laquelle il fit fortune.

### Carrière d'acteur
En parallèle, Robert Evans anime des émissions à la radio. Le 7 novembre 1956, il est repéré par l’actrice Norma Shearer à la piscine du Beverly Hills Hotel. Elle avait été la veuve du magnat californien de la MGM, Irving Thalberg. Elle le fait apparaître dans quelques séries télévisées avant de lui faire obtenir en 1957, le rôle d'« Irving Thalberg » dans le film L'Homme aux mille visages (Man of a Thousand Faces) de Joseph Pevney. La même année, Robert Evans parvient à attirer l’attention du célèbre et puissant producteur Darryl F. Zanuck qui l’engagea pour interpréter le rôle d’un matador dans l’adaptation cinématographique tiré du roman d’Ernest Hemingway Le soleil se lève aussi (The Sun Also Rises) d'Henry King dans lequel il donne la réplique à Ava Gardner. Par la suite il apparut dans Rien n’est trop beau (The Best of everything), une production de la 20th Century Fox avec dans les autres rôles Hope Lange, Diane Baker et Joan Crawford.
Cependant, il se considérait comme un médiocre comédien et sa carrière comme acteur fut de courte durée, car il prit rapidement la décision de passer de l’autre côté de la caméra et de se lancer dans la production.

### Carrière de producteur
Ses débuts de producteur commencèrent avec l’achat des droits du roman The Detective de Roderick Thorp en 1966 dont Robert Evans produisit l’adaptation en 1968 avec dans le rôle principal Frank Sinatra. Un article rédigé par Peter Bart paru dans The New York Times le présenta comme un tout jeune producteur décidé. Cet article attira l’attention de Charles Bluhdorn qui dirigeait la Gulf & Western, propriétaire de Paramount Pictures qu'il venait de racheter. À la suite d'un important dîner mondain, Bluhdorn, impressionné par la volonté de Robert Evans, lui ouvrit les portes de la Paramount Pictures avec le poste de directeur de production.
Malgré son peu d’expérience, Robert Evans parvint à élever le studio au sommet du cinéma américain, en faisant de ce studio le plus rentable d’Hollywood. 
Doué d'un flair hors pair pour dénicher les cinéastes talentueux et séduire le grand public, il travaille notamment avec Roman Polanski (Rosemary's Baby, 1967), Arthur Hiller (Love Story, 1970), Hal Ashby (Harold et Maude, 1971), Francis Ford Coppola (Le Parrain, 1972), Sidney Lumet (Serpico, 1973), Jack Clayton (Gatsby le Magnifique, 1974).
Conscient de la rentabilité de la production cinématographique, Robert Evans voulut voler de ses propres ailes et devenir producteur indépendant. Il parvint à négocier avec le conseil de direction de la Gulf & Western de rester à la tête de la Paramount tout en ayant le droit de produire des films en son propre nom. Durant cette seconde période de sa carrière, il produisit entre autres Chinatown 1974), Marathon Man (1976), Popeye (1980), Cotton Club (1984), Le Saint (1997), etc.
Les années 1980 marquent une période sombre dans la vie de Robert Evans. Durant la production de Popeye il fut impliqué dans un trafic de cocaïne. Les choses empirèrent pour lui durant la production de Cotton Club. Le budget du film, dont la direction avait été confiée à Francis Ford Coppola, explosa et Robert Evans et Coppola se retrouvèrent devant les tribunaux. Il fut durant cette même période impliqué indirectement dans le meurtre de Roy Radin, un coproducteur de Cotton Club, car les meurtriers, Bill Mentzer et Alex Marti, cherchèrent à l’impliquer mais Robert Evans ne fut pas inquiété outre mesure.
En 1994, il rédigea son autobiographie, The Kid Stays in the Picture, adaptée au cinéma en 2002 sous forme d’un documentaire avec Evans lui-même en seule voix off.
Dans le film Des hommes d’influence (1997), le personnage de Stanley Motss, interprété par Dustin Hoffman, est inspiré de Robert Evans. En 2022, Paramount+ diffuse la mini-série The Offer, qui revient sur le tournage du film Le Parrain. Robert Evans y est incarné par Matthew Goode.

### Vie privée
Jet setter invétéré, Evans fut souvent en couverture des tabloïds. Il se maria sept fois : Sharon Hugueny, Camilla Sparv, Ali MacGraw, Phyllis George, Catherine Oxenberg, Leslie Ann Woodward et, en 2005, à Victoria White O’Gara dont il divorca le 16 juin 2006.
Mariages et divorces
- Sharon Hugueny, du 28 mai 1961 au 18 juillet 1962, divorce ;
- Camilla Sparv, de 1963 à 1965, divorce ;
- Ali MacGraw, du 24 octobre 1969 jusqu'en 1972, divorce, ensemble ils ont un enfant, l'actrice le quitta pour Steve McQueen
- Phyllis George, du 14 avril 1977 au 22 juillet 1978, divorce ;
- Catherine Oxenberg, du 12 juillet 1998 au 21 juillet 1998, mariage annulé ;
- Leslie Ann Woodward, du 12 décembre 2002 au 22 juillet 2004, divorce ;
- Lady Victoria White O’Gara, depuis 6 août 2005 au 16 juin 2006, divorce.

## Filmographie

### En tant qu'acteur
- 1957 : Le Soleil se lève aussi d'Henry King

- 1958 : Le Tueur au visage d'ange (The Fiend Who Walked the West) de Gordon Douglas.

### En tant que producteur
- 1968 : Rosemary’s Baby de Roman Polanski.
- 1970 : Love Story (Love Story) d'Arthur Hiller.
- 1972 : Le Parrain de Francis Ford Coppola.
- 1973 : Serpico de Sidney Lumet.
- 1974 : Gatsby le Magnifique de Jack Clayton.
- 1974 : Chinatown de Roman Polanski.
- 1976 : Marathon Man de John Schlesinger.
- 1977 : Black Sunday de John Frankenheimer
- 1980 : Popeye de Robert Altman.
- 1980 : Urban Cowboy de James Bridges.
- 1984 : Cotton Club de Francis Ford Coppola.
- 1997 : Le Saint de Phillip Noyce.

## Livre
- L'enfant gâté d'Hollywood (The kid stays in the picture), traduit de l'américain par Charlotte Wagner, A Contrario, 1995